# Francis Scobee
Francis Richard Scobee (19. května 1939 Cle Elum, stát Washington, USA – 28. ledna 1986 nad Floridou) byl americký letec a astronaut z letů raketoplánů, tragicky zahynul roku 1986 při
katastrofě Challengeru.

## Život

### Mládí a výcvik
Po základní a střední škole absolvoval v roce 1965 Arizonskou univerzitu (University of Arizona), kde se stal inženýrem kosmických věd. Na letecké základně Edwards v Kalifornii absolvoval v roce 1972 Školu zkušebních pilotů a také zde jako zkušební pilot sloužil. Jako pilot se zúčastnil bojů ve Vietnamu. Oženil se s Mary a měli spolu dvě děti. Používal přezdívku Dick.
Do týmu kosmonautů NASA byl 16. ledna 1978 vybrán jako astronaut – pilot. Do vesmíru se dostal jako 139. člověk.

### Lety do vesmíru
Poprvé letěl na palubě raketoplánu Challenger k šestidenní misi STS-41-C. Velitelem byl Robert Crippen, pilotem major Francis Scobee a tři letoví specialisté George Nelson, Terry Hart a James van Hoften. Z nákladového prostoru raketoplánu vypustili družici LDEF (Long Duration Exposure Facility), pak pomocí manipulátoru RMS (Remote Manipulator System) zachytili poškozenou družici pro výzkum Slunce Solar Maximum Mission (SMM), v nákladovém prostoru raketoplánu ji opravili a funkční vypustili na oběžnou dráhu.
Druhý let skončil 73 sekund po startu z Floridy výbuchem raketoplánu Challenger. Celá posádka ve složení Francis Scobee (tehdy ve věku 46 let a funkci velitele letu), Michael Smith, Judith Resniková, Ellison Onizuka, Ronald McNair, Gregory Jarvis a Sharon McAuliffeová zahynula. Všichni členové jsou pohřbeni na Arlingtonském národním hřbitově.
- STS-41-C Challenger (6. dubna 1984 – 13. dubna 1984)
- STS-51-L Challenger (28. ledna 1986)